# El noi del pijama de ratlles
El noi del pijama de ratlles (títol original en anglès, The Boy in the Striped Pyjamas) és una novel·la de l'autor irlandès John Boyne, publicada el 2006. El 2007 aparegué la traducció catalana a càrrec de Jordi Cussà i Anna Camps, ambdós berguedans, a l'Editorial Empúries, essent la primera novel·la d'aquest autor traduïda al català i que des de llavors ha tingut un notable èxit de vendes. El 2008 Mark Herman l'adaptà per la pel·lícula The Boy in the Striped Pyjamas.

## Argument
L'acció comença a Berlín el 1942, en plena II Guerra Mundial quan Bruno, un noi de 8 anys i de família benestant alemanya, s'ha de traslladar a viure amb la seva família al nou destí militar del pare. En concret ha de marxar al que ell anomena Out-With i que no és més que Auschwitz. Allà Bruno s'avorreix i enyora la vida agradable que tenia a Berlín i es queixa als seus pares que no vol continuar vivint en aquell indret. El protagonista desconeix tot el que passa més enllà de la tanca que observa des de la seva habitació, tot i que veu un munt de gent vestida igual, amb el que ell anomena un pijama de ratlles. Un dia es decideix recórrer tot el perímetre de la tanca i coneix Shmuel, un noi jueu amb qui estableix una amistat. A poc a poc anirà descobrint tot el que passa, tot el que és aquell muntatge i qui ho dirigeix. En el transcurs de la novel·la van apareixent flash-back amb esdeveniments que passaven a Berlín, però que tindran gran importància en el desenvolupament de la novel·la, un efecte que és narrativament molt interessant, com una àvia que té una gran abominació pel nazisme o un sopar amb el mateix Hitler, a qui Bruno anomena el Fúria perquè no sap pronunciar la paraula Führer. 